# Horní Líštná (Třinec)
Horní Líštná (pol.: Leszna Górna, něm.: Ober Lischna) je část města Třinec v okrese Frýdek-Místek. Nachází se na východě Třince. Prochází zde silnice II/476. V roce 2009 zde bylo evidováno 88 adres. V roce 2001 zde trvale žilo 307 obyvatel.
Horní Líštná je také název katastrálního území o rozloze 2,14 km2.
Katastrální území zaujímá zhruba šestinu původní vesnice Horní Líštná, zbytek patří od rozdělení Těšínska v roce 1920 k Polsku a tvoří stejnojmennou obec v okrese Těšín. Česká část byla k městu Třinec připojena v roce 1960.
Roku 1853 byla otevřena budova zděné polské evangelické školy (dnes sídlo církevní mateřské školy). Roku 1859 byl Horní Líštné založen evangelický hřbitov.
V roce 1939 měla celá Horní Líštná 941 obyvatel, k slezské národnosti se tehdy přihlásilo 787, k polské národnosti 139, k české 8 a k německé 3 obyvatel.

## Název
Původní podoba jména vesnice Léščná byla ženský rod přídavného jména s významem "lískový". Pojmenování vyjadřovalo polohu vesnice v blízkosti lískových porostů. Ze starší doby jsou doloženy přívlastky Principis ("Knížecí", 1305) a Polnisch ("Polská", 1430).